# Magyarcsügés
Magyarcsügés (románul: Cădărești) falu Romániában, Bákó megyében.

## Fekvése
Csíkszeredától északkeletre, a Gyimes völgyében, a Tatros patak mellett, Palánka és Gyepece közt fekvő csángó falu.

## Története
Magyarcsügés gyimesi telep, nevét 1888-ban említette először oklevél Csügés telep néven.
1913-ban Csügés, 1970-ben Magyarcsügés néven írták.
A település korábban a Hargita megyében található Csíkszépvíz része volt, katolikus temploma a Keresztelő Szent János templom.
1910-ben 159 lakosa volt, ebből 136 fő magyar, 23 román volt, melyből 143 görögkatolikus, 12 római katolikus, 2 református, 2 ortodox volt. 2002-ben 111 lakosból 103 román, 8 magyar nemzetiségű volt.